# RIZIN LANDMARK vol.3
+WEED presents RIZIN LANDMARK vol.3（プラスウィード・プレゼンツ・ライジン・ランドマーク・ボリューム・スリー）は、日本の総合格闘技団体「RIZIN」の大会の一つ。
2022年5月5日にスタジオマッチとして都内某所で開催された。

## 概要
メインイベントにおいて、萩原京平とクレベル・コイケが68.0kg契約で対戦し、クレベルが一本勝ちを収めた。

## 対戦カード
第1試合 MMA特別ルール 64.75kg契約ワンマッチ 3分3R
○  YUSHI vs.  ZENKI ×
2R 2:21 TKO(右フック→パウンド)
※ZENKIが前日計量で契約体重を2.75kgオーバーしたため62.0kgから変更。YUSHIが勝った場合のみ公式記録として裁定され、ZENKIにレッドカードによる減点（50％減）とファイトマネー55％没収のペナルティが与えられた状態で試合が行われた。
第2試合 MMAルール 66.0kg契約ワンマッチ 5分3R
○  関鉄矢 vs.  原口央 ×
3R終了 判定3-0
第3試合 グラップリングタッグマッチ 10分1R
△  所英男 &  金原正徳 vs.  中村大介 &  太田忍 △
1R終了 ドロー
第4試合 MMAルール 61.0kg契約ワンマッチ 5分3R
○  倉本一真 vs.  魚井フルスイング ×
3R終了 判定3-0
第5試合 MMAルール 68.0kg契約ワンマッチ 5分3R
○  クレベル・コイケ vs.  萩原京平 ×
1R 1:37 リアネイキッドチョーク